# الوضع الدولي لليورو واستخدامه
تطور الوضع الدولي لليورو واستخدامه منذ إطلاقه في عام 1999. عندما حل اليورو رسميًا محل 12 عملة في 1 يناير 2002، أدى ذلك إلى اندثار استخدامها في أقاليم كالجبل الأسود وحل اليورو محل عملات صغيرة مرتبطة بعملات ما قبل اليورو، كما هو الحال في موناكو. مُنِحت أربع دول صغيرة حقًا رسميًا في استخدام اليورو، وسك العملات المعدنية الخاصة بها، إلا أن جميع الاستخدامات الأخرى لتلك العملات خارج منطقة اليورو (دول الاتحاد الأوروبي التي تبنت اليورو) كانت غير رسمية. لا تشارك هذه الدول، خلافًا لتلك الواقعة في منطقة اليورو، في البنك المركزي الأوروبي أو مجموعة اليورو سواء كان ذلك بموجب اتفاق أو عدمه.
تطور الاستخدام الدولي لليورو عملة للتداول، إذ يُعتبر بديلًا اقتصاديًا أو سياسيًا لاستخدام الدولار الأمريكي. أسفر تزايد استخدامه على هذا النحو عن أن يصبح التحدي الرئيسي الوحيد للدولار الأميركي باعتباره العملة الاحتياطية الرئيسية في العالم.

## التبني على الصعيد الدولي

### الدول ذات السيادة
تبنت عدة دول أوروبية صغيرة خارج الاتحاد الأوروبي اليورو عملة لها. بموجب اتفاقات نقدية، فرض الاتحاد الأوروبي جزاءات على تلك الدول جراء هذا التبني. قبل إطلاق اليورو، توصلت الدول الأعضاء في الاتحاد الأوروبي (إيطاليا في حالة سان مارينو والفاتيكان، وفرنسا في حالة موناكو) إلى اتفاقيات مع موناكو وسان مارينو والفاتيكان وسمحت لتلك الدول باستخدام اليورو وسك كمية محدودة من عملات اليورو (مع وجود رموزها الوطنية في الجانب الآخر) لتكون صالحة في جميع أنحاء منطقة اليورو. مع ذلك، لم يكُن بإمكان تلك الدول طباعة الأوراق النقدية. امتلكت جميع هذه الدول سابقًا اتفاقيات نقدية لاستخدام عملات منطقة اليورو. ارتبطت عملات سان مارينو والفاتيكان بالليرة الإيطالية (ليرة الفاتيكان وسان مارينو)، وكانت موناكو تستخدم فرنك موناكو، الذي ارتبط بالفرنك الفرنسي. بين عامي 2010 و2012، دخلت اتفاقات جديدة بين الاتحاد الأوروبي وموناكو وسان مارينو والفاتيكان حيز التنفيذ.
جرى التفاوض على اتفاق مماثل مع أندورا ودخل حيز التنفيذ في 1 أبريل 2012. لم تكن لدى أندورا عملة رسمية سابقًا. قبل عام 2002، استخدمت أندورا الفرنك الفرنسي والبيزيتا الإسبانية عملتين قانونيتين بحكم الأمر الواقع، على الرغم من عدم وجود أي اتفاق نقدي رسمي مع أي من البلدين، ثم تحولت إلى اليورو (بدون أي اتفاق نقدي) عندما طُرح في 1 يناير 2002. عقب سنوات من المفاوضات، والتي دارت جزئيًا حول مخاوف السرية المصرفية، وقع الاتحاد الأوروبي وأندورا اتفاقًا نقديًا في 30 يونيو 2011 وأصبح اليورو بموجبه العملة الرسمية في أندورا وسُمح لها بسك عملات اليورو الخاصة بها في 1 يوليو 2013، شريطة الامتثال لشروط الاتفاق. مع ذلك، لم تدخل أولى عملات اليورو الأندورية في التداول حتى يناير 2015.

### الملحقات خارج الاتحاد الأوروبي
خارج نطاق الاتحاد الأوروبي، يوجد حاليًا ثلاثة أقاليم فرنسية وإقليم بريطاني أبرمت اتفاقات لاستخدام اليورو عملة لها. تستخدم جميع الأقاليم الأخرى التابعة للدول الأعضاء في منطقة اليورو، والتي اختارت ألا تكون جزءًا من الاتحاد الأوروبي وهي من تجمعات ما وراء البحار، العملات المحلية التي غالبًا ما ترتبط باليورو أو الدولار الأمريكي. باعتبارها كيانات لا تمتلك سيادة، لا يُسمح للأقاليم التابعة التي تبنت اليورو بسك عملات اليورو كالدول الأوروبية الصغيرة، وليس بإمكانها الحصول على عضوية في البنك المركزي الأوروبي أو مجموعة اليورو. تتولى فرنسا مسؤولية ضمان تطبيق القوانين التي تحكم الاتحاد الاقتصادي والنقدي في أقاليمها التي تستخدم اليورو.
كانت سان بيير وميكلون أولى تجمعات ما وراء البحار الفرنسية التي تبنت اليورو بموجب اتفاق نقدي، وتقع قبالة ساحل كندا وجزيرة مايوت في المحيط الهندي. تبنت كلاهما اليورو في 1 يناير 1999 عندما استُحدثت العملة لأول مرة على الصعيد الإلكتروني. أجرت جزيرة مايوت بعد ذلك استفتاء في عام 2009 قررت فيه أن تصبح جزءًا لا يتجزأ من فرنسا. في 1 يناير 2014، جرى تغيير وضع الجزيرة من تجمع ما وراء البحار إلى إقليم خارجي، حيث تُطبّق قوانين الاتحاد الأوروبي دون إبرام اتفاقات منفصلة، ما جعل الاتفاق النقدي السابق غير ضروري.
في 22 فبراير 2007، انفصلت سان بارتليمي وسان مارتين سياسيًا عن الأقاليم الخارجية الفرنسية في غوادلوب لتشكيل تجمعين جديدين فرنسيين ما وراء البحار. أدى ذلك إلى عدم قانونية وضعهما في الاتحاد الأوروبي لفترة وجيزة إلى أن أكّد التصديق على معاهدة لشبونة من جديد أن كلا الإقليمين ما يزالان في الاتحاد الأوروبي. استمر استخدام اليورو في كلا الإقليمين طيلة هذه الفترة دون وقوع حوادث. عندما أصبحت سان بارتليمي لاحقًا تجمعًا ما وراء البحار تابعًا للاتحاد الأوروبي في 1 يناير 2012، ما أدى إلى تغيير وضعها لتصبح منطقة أوقيانوسية، كان على الإقليم أن يوقع اتفاقًا نقديًا لمواصلة استخدام اليورو.
باعتماد قبرص لليورو في 1 يناير 2008، قررت أكروتيري ودكليا اعتماد اليورو كذلك، وهما منطقتان ذات قواعد عسكرية بسيادة بريطانية استخدمتا الجنيه القبرصي سابقًا. تُعرف مناطق القاعدة بأنها أقاليم ما وراء البحار تتبع للمملكة المتحدة وتخضع للولاية العسكرية. عندما كانت المملكة المتحدة عضوًا في الاتحاد الأوروبي، لم تُعتبر مناطق القاعدة جزءًا من الاتحاد الأوروبي. اعتُمد اليورو هناك لمواءمة مناطق القاعدة مع قوانين جمهورية قبرص وعملتها.

### الدول المتبنية من جانب واحد
اعتمدت دول الجبل الأسود وكوسوفو اليورو منذ إطلاقه، وكانت هذه الدول تستخدم المارك الألماني بدلًا من الدينار اليوغوسلافي سابقًا. خلافًا للدول المذكورة أعلاه، فإنها لم توقع أي اتفاق رسمي مع الاتحاد الأوروبي لاستخدام اليورو عملة لها، ولم تسك عملات اليورو قط، إذ تعتمد على الأوراق والعملات المتداولة بالفعل.
كانت هناك مخاوف سياسية حول استخدام صربيا العملة لزعزعة استقرار هذه الأقاليم (كان الجبل الأسود آنذاك في اتحاد مع صربيا) بسبب تلقيها مساعدة غربية في تبني العملة واستخدامها (على الرغم من عدم وجود قيود على استخدام الدينار أو أي عملة أخرى). تحولت الأقاليم إلى اليورو عندما استُبدلت العملة. في شمال كوسوفو، المأهولة أساسًا بالأقلية الصربية، ما يزال استخدام الدينار الصربي قائمًا، والذي حل محل الدينار اليوغوسلافي، على الرغم من عدم الاعتراف به أو استخدامه في مناطق أخرى في كوسوفو.
ساهم استخدام اليورو في دول الجبل الأسود وكوسوفو في استقرار اقتصاداتها، ولهذا السبب شجع المفوض المالي السابق خواكين ألمونيا على اعتماد اليورو. صرح رئيس البنك المركزي الأوروبي السابق جان كلود تريشيه بأن البنك المركزي الأوروبي –الذي لا يمنح الدول التي تتبنى اليورو من جانب واحد تمثيلًا– لا يدعم أولئك الذين يرغبون في استخدام العملة ولا يردعهم.
في أكتوبر 2012، أعرب رئيس بنما ريكاردو مارتينيلي عن نيته في جعل اليورو عملة رسمية ثالثة للبلاد لتواكب الدولار الأمريكي والبالبوا البنمي.

## استخدام اليورو في الدول إلى جانب عملة رسمية أخرى
يقبل بعض التجار اليورو في العديد من الدول وإن لم يكن عملة رسمية هناك. علاوة على ذلك، يُستخدم في بعض الأحيان لأغراض التسعير وإن كانت المدفوعات الفعلية تتم بالعملة الرسمية (كالعقارات على سبيل الذكر).

### أعضاء الاتحاد الأوروبي خارج منطقة اليورو
غالبًا ما يُقبل التعامل باليورو في أسواق الدول المجاورة لمنطقة اليورو، كمناطق الحدود وعواصم بعض الدول كبولندا والتشيك وهنغاريا، التي تقع بالقرب من ألمانيا، والنمسا وسلوفينيا أو سلوفاكيا، والمناطق الحدودية وحدود السويد إلى فنلندا، وغيرها.
يُقبل التعامل باليورو كذلك في العديد من محطات البنزين ومناطق خدمات الطرق السريعة في الدول الأوروبية خارج منطقة اليورو، وتسمح دول البوسنة والهرسك وكرواتيا وبولندا وصربيا بدفع رسوم مواصلات الطرق السريعة باليورو.
يتواجد اليورو بوضوح في بعض مواد قوانين هذه الدول، وكذلك في دول المنطقة الاقتصادية الأوروبية، استنادًا إلى توجيهات الاتحاد الأوروبي، مثل غسل الأموال. قد يرد في بعض القوانين، على سبيل المثال، مبالغ معينة باليورو تنطبق بموجبها قواعد معينة.
يمكن قبول المدفوعات باليورو في بعض مناطق كاليدونيا الجديدة وبولينيزيا الفرنسية، وكلاهما من الأقاليم غير التابعة للاتحاد الأوروبي وتابعة لدولة عضو في الاتحاد الأوروبي (فرنسا)، إلى جانب فرنك س ف ب.

### المملكة المتحدة
يُقبل التعامل باليورو في بعض الأسواق السياحية في المملكة المتحدة. كذلك الحال في أيرلندا الشمالية، التي تشترك مع منطقة اليورو بالحدود البرية، حيث يُقبل اليورو في بعض المحلات التجارية بما في ذلك العديد سلسلة المتاجر.